# Henryk Stein-Domski
Henryk Stein pseud. Domski, Leon Domski, Kamieński (ur. 5 września 1883 w Warszawie, zm. 26 października 1937 w Moskwie) – działacz komunistyczny, członek Komitetu Centralnego KPRP i KPP, członek Biura Politycznego KPP, historyk, publicysta.

## Życiorys
Pochodził ze średniozamożnej rodziny żydowskiej, syn Hersza-Hermana i Bronisławy z Czamańskich, brat Władysława Stein-Krajewskiego. 15 lipca 1904 wstąpił do SDKPiL, w latach 1915–1916 członek jej Zarządu Krajowego. Od lutego 1905 członek redakcji pisma SDKPiL, „Czerwonego Sztandaru”. 1908–1915 przebywał na emigracji. 1918–1919 oraz 1925–1927 był członkiem Komitetu Centralnego (KC) KPP, a w 1925 – Biura Politycznego KC KPP.

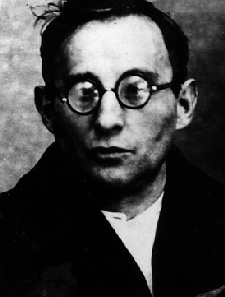
Henryk Stein-Domski po aresztowaniu przez NKWD, 1936

W lipcu 1919 roku aresztowany za prowadzenie działalności komunistycznej (ostatecznie skazano go na 6 miesięcy więzienia za posługiwanie się sfałszowanymi dokumentami). W raporcie MSW oceniano, że jest „człowiekiem o wybitnej inteligencji. Zna całą literaturę współczesną z dziedziny historii ruchu społecznego i ekonomicznego, włada wszystkimi europejskimi językami, posiada talent literacki, poetycki, a przede wszystkim - krasomówczy”. 
Na początku lat 20. był kierownikiem berlińskiego oddziału ROSTY (poprzednika TASS). Podczas wojny polsko-bolszewickiej, latem 1920 roku publicznie opowiadał się przeciw inwazji Armii Czerwonej na Polskę, uważając że zaszkodzi to rewolucji komunistycznej. W opublikowanym 22 lipca 1920 na łamach Die Rote Fahne (pol. Czerwony Sztandar), organu Komunistycznej Partii Niemiec (KPD) artykule Rewolucja sowiecka i pokój i w liście do Biura Polskiego RKP(b) (Polbiura) 31 sierpnia 1920 przestrzegał przed eksportem rewolucji i zaprowadzaniem ustroju sowieckiego w Polsce przy pomocy obcych wojsk. Jako członek KC KPRP stwierdzał otwarcie, że polski proletariat winien przeprowadzić rewolucję własnymi siłami, zaś dyktatura proletariatu przyniesiona z zewnątrz nie tylko natrafi na większy opór klas posiadających, ale nie znajdzie także poparcia u mas pracujących. 
W KPRP początkowo należał do ultralewicowej grupy skupionej wokół Władysława Kowalskiego, pseud. Grzech (tzw. grzechiści), przeciwnej koncepcji jednolitego frontu, parlamentaryzmowi oraz podziałowi ziemi wśród chłopów. W lutym 1924 r., wraz z Zofią Unszlicht-Osińską, Ludwikiem Damowskim-Prentkim i Julianem Leszczyńskim-Leńskim opracował tezy tzw. „czwórki berlińskiej” – O kryzysie w KPRP i najbliższych zadaniach partii. Krytykował podstawowe koncepcje II Zjazdu KPRP (hasło walki o rząd robotniczo-chłopski, taktykę jednolitego frontu „z góry”, postulowanie żądań demokratycznych w ramach ustroju kapitalistycznego itd.).
Od 1926 mieszkał w ZSRR, gdzie wstąpił do WKP(b), z której w lutym 1928 został wydalony za udział w „trockistowskiej” opozycji; został wówczas aresztowany, a w maju 1929 zesłany do łagru w Kraju Dolnowołżańskim. Po złożeniu w sierpniu 1929 deklaracji o zerwaniu z opozycją, został zwolniony, a w kwietniu 1930 ponownie przyjęty do WKP(b). Od 1931 przewodniczący sekcji polskiej Moskiewskiej Asocjacji Pisarzy Proletariackich. W 1935 został ponownie usunięty z WKP(b), a rok później ze Związku Pisarzy Sowieckich. 3 listopada 1936 w czasie wielkiej czystki aresztowany przez NKWD. 26 października 1937 został skazany przez Kolegium Wojskowe Sądu Najwyższego ZSRR na karę śmierci za „udział w antysowieckiej organizacji terrorystycznej” i tego samego dnia rozstrzelany. Skremowany na Cmentarzu Dońskim w Moskwie i tam też anonimowo pochowany. 24 listopada 1956 pośmiertnie zrehabilitowany przez Kolegium Wojskowe SN ZSRR.
W 1925 napisał pracę Z walk proletariatu polskiego podczas wojny imperialistycznej 1914-1919.